# Karen Forkel
Karen Forkel, nemška atletinja, * 24. september 1970, Wolfen, Vzhodna Nemčija.
Nastopila je na poletnih olimpijskih igrah v letih 1992 in 1996, leta 1992 je osvojila bronasto medaljo v metu kopja, leta 1996 je bila šesta. Na svetovnih prvenstvih je osvojila srebrno medaljo leta 1993, na evropskih prvenstvih pa srebrni medalji v letih 1990 in 1994. 